# 椰子擬白輪盾介殼蟲
椰子擬白輪盾介殼蟲（学名：Pseudaulacaspis cockerelli）为盾介殼蟲科擬白輪盾介殼蟲屬下的一个种。